# Aetanthus dichotomus
Aetanthus dichotomus là một loài thực vật có hoa trong họ Loranthaceae. Loài này được (Ruiz & Pav.) Kuijt mô tả khoa học đầu tiên năm 1986.